# Ropuchy
Ropuchy – wieś kociewska w Polsce położona w województwie pomorskim, w powiecie tczewskim, w gminie Pelplin przy drodze wojewódzkiej nr 229. Wieś jest siedzibą sołectwa Ropuchy w którego skład wchodzą również miejscowości Dębina, Nadleśnictwo i Nowy Dwór Pelpliński.
Według Narodowego Spisu Powszechnego Ludności i Mieszkań z 2021 roku liczba ludności we wsi Ropuchy to 276 z czego 51,8% mieszkańców stanowią kobiety, a 48,2% ludności to mężczyźni. Miejscowość zamieszkuje 1,8% mieszkańców gminy.
W latach 1975–1998 miejscowość administracyjnie należała do województwa gdańskiego.